# 书包

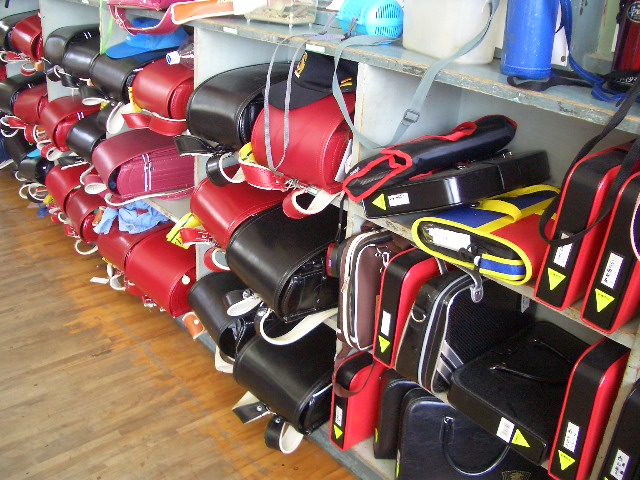
各種不同設計的书包

书包是一种袋，用于放入文具随身携带，從前多稱書袋。书包通常由使用者背于肩上行走。
古代中国人一般使用纯布的书袋。到现代，受西方的影响，改用现在的书包。現代的書包有多種款式，最常見的是背包式的書包，還有配上輪子的書包，可以拖行。另外亦有人用手提式的書包，多見於高中生和大學生。有輪子的書包多為小學生使用。